# Mučení

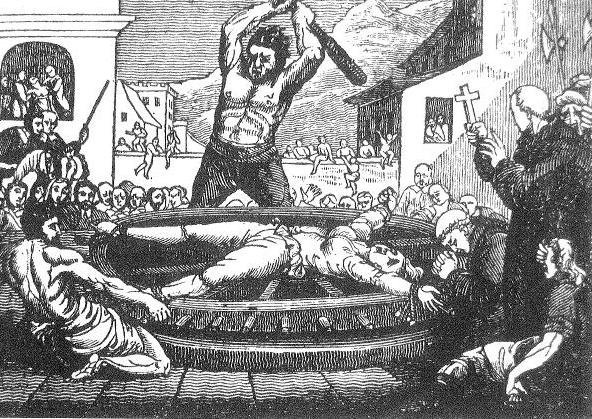
Lámání kolem

Mučení nebo též tortura (z lat. torquere – kroutit) je jednání, jímž je člověku úmyslně způsobena silná bolest či tělesné nebo duševní utrpení. Pro živočichy se používá termín týrání zvířat.
Veškeré formy mučení jsou v moderní době zakázány již na úrovni mezinárodního práva.

## Účel mučení
Mučení je zpravidla prováděno za účelem:
- získání od mučeného nebo od třetí osoby informace nebo přiznání
- potrestat mučeného za jednání, jehož se dopustil nebo mohl dopustit on nebo třetí osoba
- jakýkoliv jiný důvod založený na diskriminaci jakéhokoli druhu[2]

Toto vymezení nezahrnuje bolest nebo utrpení, které vznikají pouze v důsledku zákonných sankcí, jsou od těchto sankcí neoddělitelné nebo jsou jimi vyvolány náhodou.
V některých případech, například při indiánském rituálu Tanec slunce, sloužilo mučení jako zkouška statečnosti a schopnosti snášet bolest pro mladé muže. Z podobného důvodu se některé formy mučení stávaly součástí iniciace mladíků u některých tradičních kultur v Americe, Africe i Austrálii a Oceánii.

## Příklady technik mučení
- trhání masa žhavými kleštěmi[3]
- bičování[4]
- Oslí hřbet[3]
- Waterboarding[3]
- Skřipec[3]
- Železná panna[3]
- Kovová klec[5]
- španělská bota
- palečnice
- estapáda
- Peine forte et dure
- elektrický šok
- kapání vody na hlavu (čínské mučení vodou)

### Způsoby mučení, které obvykle končily smrtí mučeného
- ukřižování
- naražení na kůl
- lámání kolem
- bambusové mučení
- Ling-čch’
- Sicilský býk[5]

## Zákaz mučení
Mezi prvními, kdo se ozvali proti mučení, byli Friedrich Spee a Anton Praetorius, který v roce 1613 o situaci vězňů v žalářích napsal ve své knize Gründlicher Bericht Von Zauberey und Zauberern (Zevrubná zpráva o čarodějnictví a čarodějích/nicích).
Napoleon Bonaparte v roce 1798 (v době, kdy byl v Egyptě) napsal generálmajoru Berthiérovi: „Tento barbarský zvyk bičování lidí podezřelých z toho, že mají důležitá tajemství k odhalení, musí být zrušen. Vždy se vědělo, že tato metoda vyslýchání prostřednictvím uvrhnutí lidí do mučidel není k užitku. Ti ubožáci řeknou, cokoli je napadne a cokoli si myslí, že (jejich trýznitelé) chtějí věřit. Následkem toho nejvyšší velitel zapovídá použití této metody, která je v rozporu s rozumem a lidskostí.“
Před vydáním papežské buly z roku 1816 bylo mučení zakázáno:
- roku 1740 v Prusku Fridrichem Velikým,
- roku 1770 v Dánsku,
- roku 1776 v Rakousku,
- roku 1786 v Itálii,
- roku 1789 ve Francii (v období Francouzské revoluce),
- roku 1801 v Rusku.[8]

Dnes je zákaz mučení obsažen v různých mezinárodních úmluvách a paktech. Zajímavé je, že nejsou žádné výjimky k tomu, aby mučení mohlo nastat. Jedná se o mezinárodní zločin, který musí být právem potrestán. Jedná se o tzv. kogentní normu mezinárodního práva – ius cogens. Tato norma se charakterizuje tím, že je absolutní a nezrušitelná.
Hlavními dokumenty týkajícími se mučení jsou Úmluva proti mučení a jinému krutému, nelidskému či ponižujícímu zacházení nebo trestání a Všeobecná deklarace lidských práv.

### Mezinárodní právo
Valné shromáždění OSN přijalo roku 1975 Deklaraci o ochraně všech osob před mučením a jiným krutým nelidským či ponižujícím zacházením nebo trestáním, na níž navázalo roku 1984 sjednání Úmluvy proti mučení a jinému krutému, nelidskému či ponižujícímu zacházení nebo trestání. V rámci Rady Evropy zakazuje mučení čl. 3 Úmluvy o ochraně lidských práv a základních svobod z roku 1950, na níž roku 1987 navázala Evropská úmluva o zabránění mučení a nelidskému či ponižujícímu zacházení nebo trestání. Přes veškerou snahu mučení zamezit, přetrvalo i do 21. století.
Mučení zakazují:
- Všeobecná deklarace lidských práv z 10. prosince 1948 (článek 5)[9]
- Ženevská úmluva na ochranu obětí války z roku 1949
- Všeobecná deklarace lidských práv (1948), čl. 5
- Mezinárodní pakt o občanských a politických právech (1966), čl. 7 + ochrana před lékařskými experimenty
- Evropská úmluva o ochraně lidských práv a základních svobod (1950), čl. 3
- Úmluva proti mučení a jinému krutému, nelidskému či ponižujícímu zacházení nebo trestání[2]

Tato úmluva zahrnuje i výbor proti mučení, jehož úkolem je přezkum zpráv a podvýbor, který sleduje a kontroluje dodržování úmluvy. OSN toto ještě doplňuje o Speciální zpravodaj pro mučení a jiné kruté, nelidské nebo ponižující zacházení nebo trest. 
- Úmluva o ochraně lidských práv a základních svobod

Za mučení se podle Úmluvy naopak nepovažuje bolest nebo utrpení vznikající výhradně v důsledku zákonných sankcí, které jsou od těchto sankcí neoddělitelné nebo jsou jimi náhodně způsobeny. Mučení je sice zásadně způsobilé vyvolat tzv. mučivé útrapy a způsobit tak poškozenému těžkou újmu na zdraví, ovšem ne každá silná bolest nebo tělesné či duševní utrpení. Mučení způsobené musí mít charakter mučivých útrap ve smyslu § 122 písm. h) TrZ, které vyžaduje, aby zároveň šlo o vážnou poruchu zdraví nebo jiné vážné onemocnění.

### České právo
I v českém právu je mučení výslovně zakázáno. Může jít o různé formy hrubého nebo ponižujícího zacházení, které přímo nespadají pod mučení. Takovým jednáním může být a často bývá i jednání uskutečňující se při znásilnění, sexuálním zneužívání a ponižování, které má výrazný vliv na psychiku oběti. Protože pro mučení je charakteristické, že se zpravidla nejedná o jednorázový akt, má určitou systematičnost a jednotlivé útoky se opakují, lze pod pojem jiné nelidské a kruté zacházení zahrnout i jednotlivé akty působící méně intenzivní tělesné nebo duševní utrpení, které je však při působení na oběť vystupňováno delším či opakovaným působením.
Objektem ochrany je nedotknutelnost osoby zejména z hlediska jejího zdraví a života, které jsou při mučení vždy ohrožovány, ale i její lidská důstojnost.
Zákaz mučení je obsažen již v čl. 7 Listiny základních práv a svobod:

1. Nedotknutelnost osoby a jejího soukromí je zaručena. Omezena může být jen v případech stanovených zákonem.
2. Nikdo nesmí být mučen ani podroben krutému, nelidskému nebo ponižujícímu zacházení nebo trestu.

Mučení také zakazuje trestní zákoník: § 149 definuje trestný čin „Mučení a jiné nelidské a kruté zacházení“:
Kdo mučením nebo jiným nelidským a krutým zacházením v souvislosti s výkonem pravomoci orgánu státní správy, územní samosprávy, soudu nebo jiného orgánu veřejné moci působí jinému tělesné nebo duševní utrpení, bude potrestán odnětím svobody na šest měsíců až pět let.
Další kvalifikované podstaty stanovují tresty 2–8 let, 5–12 let a 8–18 let (tento pro případ, že mučením způsobí smrt). Také platí, že je trestná i příprava tohoto činu, stejně tak je mučení zařazeno mezi trestné činy, jejichž nepřekažení i neoznámení jsou trestné.
Mučení je také zahrnuto mezi formy trestného činu „útok proti lidskosti“ podle § 401:
Kdo se v rámci rozsáhlého nebo systematického útoku zaměřeného proti civilnímu obyvatelstvu dopustí […], mučení, […], bude potrestán odnětím svobody na dvanáct až dvacet let nebo výjimečným trestem.
Mučení i útok proti lidskosti spadají pod tzv. zásadu univerzality, podle českého práva je tedy lze stíhat bez ohledu na místo činu a osobu pachatele (tedy např. i tehdy, pokud se jich dopustil cizí občan mimo území ČR).

## Mučení a současnost

### Spojené státy americké
Američané používali waterboarding na vietnamské válečné zajatce od války ve Vietnamu až do roku 1983.
Nejnovější aplikací mučení se stalo získávání důležitých informací v boji proti terorismu.
Po 11. září 2001 bylo ve Spojených státech v administrativě George W. Bushe schváleno mučení vězňů. Americké veřejnosti bylo prezentované pod eufemističtějším názvem „pokročilé vyšetřovací techniky“ a bylo jí sděleno, že tyto techniky jsou nasazeny k výslechu zajatých teroristů, lidí podezřelých z terorismu a tzv. nepřátelských bojovníků v Afghánistánu, Iráku a dalších zemích, ve kterých se americká armáda angažovala ve válce proti teroru. Do dnešního dne bylo zveřejněno několik (senátních či jiných) zpráv o rozsahu a podobě tohoto typu mučení. Senátní report z prosince 2014 o mučení vedeným CIA přiznává, že účelem těchto technik nebylo získání hodnotných informací (v kontrastu toho, jak byly prezentovány americkým občanům), ale účelem bylo mučení samotné.
K mučení docházelo na mnoha tzv. black sites (černých místech) po světě, mediálně známé se staly věznice na základně Guantánamo nebo v roce 2004 centrální bagdádská věznice Abú Ghrajb, ve které docházelo k obzvláště nelidskému ponižování vězňů. Ve stejné době docházelo v Iráku k mučení i z rukou tamních iráckých policejních a armádních jednotek na civilním obyvatelstvu – prozatímní koaliční správa podepsala tzv. fragmentární rozkazy (fragmentary orders/Frago 242), které nadále nedávaly za povinnost hlásit a vyšetřovat jakákoliv násilí páchané proamerickými iráckými jednotkami na civilních osobách, včetně mučení, které dosahovalo ohavných rozměrů.
Senát Spojených států si ke konci roku 2014 od CIA vyžádal zprávu o těchto „pokročilých vyšetřovacích technikách“ (zahrnujících bití, hladovění, spánkové deprivace, waterboardingu a dalších metod), které měly fyzický a psychologický dopad na zajaté vězně. Ze zprávy mj. vzešlo, že:
- tyto techniky byly neefektivní (nezískávaly hodnotné zpravodajské informace, nebo byly tyto informace falešné a kontraproduktivní),
- CIA je používala neadekvátně, výrazně je outsourcovala a dopouštěla se hrubých chyb,
- celý program prezentovala veřejnosti v lepším světle, než který odpovídal skutečnosti,[20]
- ignorovala četnou interní kritiku a námitky z řad svých insiderů a
- v konečném důsledku poškodila obraz Spojených států ve světě.[21]

V červnu 2015 byla zveřejněna v médiích 27stránková výpověď Majida Khana, jednoho z vězňů v Guantánamu (2003-2015). Ta popisuje, že CIA využívala ještě horší praktiky než ve zprávě z roku 2014, včetně sexuálního napadání, zavěšování vězňů z traverzy, kde byli ponecháváni bez přestávky až po několik dní, nebo násilného simulovaného topení vězňů v sudech ledové vody, za přítomnosti lékaře, který měl zajistit, aby „se nezašlo příliš daleko“. V říjnu 2015 někteří bývalí vězni mučení výše zmíněnými technikami a organizace ACLU žalují dva psychology (Jamese E. Mitchella a Johna Jessena), kteří detaily programu mučení navrhovali. Dle žaloby ACLU oba věděli, že mučení lidé budou vystaveni „neovladatelné bolesti“, která po psychické stránce povede k pocitu beznaděje; stejně jako to, že účelem aplikace jimi navržených „vyšetřovacích technik“ není získávání autentických informací, ale toliko způsobování této nekontrolovatelné bolesti. Mitchell a Jessen byli po dobu programu dotováni 81 miliony dolarů a dalších 5 milionů bylo v říjnu 2015 vyčleněno z veřejných financí CIA na jejich právní obhajobu.

## Erotické formy
Existuje však i forma mučení, která je vyhledávána jako součást erotických a sexuálních her. Souhrnně jsou tyto praktiky označeny jako BDSM. Moderní mučírny jsou vedle nástrojů používaných po generace vybaveny i například zařízením využívajícím elektrickou energii.